# Parsley, Sage, Rosemary and Thyme
《Parsley, Sage, Rosemary and Thyme》는 미국의 음악 듀오 사이먼 & 가펑클의 세 번째 스튜디오 음반이다. 밥 존스턴이 프로듀싱한 이 음반은 1966년 10월 24일, 컬럼비아 레코드에 의해 미국에서 발매되었다. 그들의 데뷔 싱글 〈The Sound of Silence〉의 성공에 이어 사이먼 & 가펑클은 컬럼비아가 그들의 두 번째 음반을 발매하는 동안 잠시 떨어져 있다가 《Sounds of Silence》라는 제목의 긴급 컬렉션으로 다시 뭉쳤다. 세 번째 음반에서, 이 두 사람은 처음으로 기악법과 제작 면에서 완벽주의적인 성격을 확장하면서 거의 3개월을 스튜디오에서 보냈다.
이 음반은 대부분 폴 사이먼이 데뷔한 솔로 음반 《The Paul Simon Songbook》의 일부 재활용된 곡들을 포함하여, 전년도 잉글랜드에서 폴 사이먼이 작곡한 곡들로 구성되어 있다. 이 음반에는 가펑클 주도의 작품 〈For Emily, Whenever I May Find Her〉뿐만 아니라, 〈7 O'Clock News/Silent Night〉와, 당일의 뉴스 보도(베트남 전쟁, 미국의 흑인 민권 운동, 코미디언 레니 브루스의 죽음), 그리고 크리스마스 캐럴 〈Silent Night〉가 수록되어 있다.
많은 비평가들은 이것이 이 듀오를 위한 녹음의 돌파구라고 생각하고 있으며, 그들의 최선의 노력 중 하나이다. 〈Homeward Bound〉는 이미 수많은 나라에서 5대 히트를 쳤으며, 〈Scarborough Fair/Canticle〉도 비슷한 공연을 펼쳤다. 이 음반은 빌보드 200에서 4위를 차지했고 결국 미국 음반 산업 협회에 의해 트리플 플래티넘 인증을 받았다.

## 녹음 및 제작
사이먼 & 가펑클은 이 음반을 녹음하는데 4개월이 주어졌고, 이 음반은 이 듀오에게 창의성의 측면에서 상당한 자유를 주었다. 이 밴드의 이전 음반인 《Sounds of Silence》는 그들의 첫 히트곡인 〈The Sound of Silence〉의 성공을 이용하기 위해 만들어진 "성급한 작업"이었다. 사이먼은 《Parsley, Sage, Rosemary and Thyme》의 스튜디오 시간이 3만 달러(2019년 약 23만6400달러)에 달하는 음반 제작비를 늘렸다고 추측했다. 《Parsley, Sage, Rosemary and Thyme》는 사이먼이 녹음의 측면에서 완전한 통제를 주장한 첫 번째 시간이었다. 이 음반은 이 듀오가 8트랙 레코더에 녹음한 최초의 음반으로, 이 두 음반은 컬럼비아 레코드를 이용하도록 설득했다. 그들은 사이먼의 목소리와 기타 사이에 "분열된" 것을 찾기가 어려웠기 때문에 보컬 테이크는 지나치게 과장되었다. 컬럼비아의 경영진들은 "이봐, 넌 정말 레코드를 만드는 데 시간이 많이 걸려."라고 말하며 더 긴 제작 시간을 주목했다.
《Parsley, Sage, Rosemary and Thyme》의 대부분은 1966년 6월에 1주일에 걸쳐 녹음되었으며, 7월, 8월에 2개의 추가 녹음 날짜가 있다.

## 커버 아트
사진작가 밥 카토가 찍은 이 커버에는 꽃밭의 사이먼 & 가펑클이 그려져 있다. 피터 에임스 칼린은 사이먼의 전기 《홈워드 바운드》에서 "아티는 청바지와 왕실 청색 스웨터를 입고 있고 폴은 바로 뒤에 솟아 있다"고 썼다. LP의 원래 뒷면 커버는 음악 평론가 랄프 J. 글리슨의 에세이를 포함하고 있다.

## 발매
여러 싱글을 발표하고 매진된 대학 캠퍼스 쇼를 받은 후, 《Parsley, Sage, Rosemary and Thyme》는 1966년 10월 24일 컬럼비아 레코드에 의해 발매되었다. 이 두 사람은 발매 11일 만에 대학 순회에서 트레킹을 재개하며 "소외된", "이상한" 그리고 "시적"으로 묘사된 이미지를 만들었다. 매니저 모트 루이스는 또한 이러한 대중의 인식에 큰 책임이 있는데, 그가 그들을 텔레비전 출연으로부터 제지했기 때문이다(그들이 연속적인 세트를 연주하거나 세트리스트를 선택하는 것이 허락되지 않는 한).

## 곡 목록
모든 곡들은 특별한 언급이 없는 한 폴 사이먼에 의해 작사/작곡하였다.
| #  | 제목                                             | 작사·작곡                 | 재생 시간 |
| -- | ------------------------------------------------ | ------------------------- | --------- |
| 1. | 〈Scarborough Fair/Canticle〉                    | 민요, 사이먼, 아트 가펑클 | 3:10      |
| 2. | 〈Patterns〉                                     |                           | 2:42      |
| 3. | 〈Cloudy〉                                       | 사이먼, 브루스 우들리     | 2:10      |
| 4. | 〈Homeward Bound〉                               |                           | 2:30      |
| 5. | 〈The Big Bright Green Pleasure Machine〉        |                           | 2:44      |
| 6. | 〈The 59th Street Bridge Song (Feelin' Groovy)〉 |                           | 1:43      |

| #  | 제목                                                                              | 작사·작곡                  | 재생 시간 |
| -- | --------------------------------------------------------------------------------- | -------------------------- | --------- |
| 1. | 〈The Dangling Conversation〉                                                     |                            | 2:37      |
| 2. | 〈Flowers Never Bend with the Rainfall〉                                          |                            | 2:10      |
| 3. | 〈A Simple Desultory Philippic (or How I Was Robert McNamara'd into Submission)〉 |                            | 2:12      |
| 4. | 〈For Emily, Whenever I May Find Her〉                                            |                            | 2:04      |
| 5. | 〈A Poem on the Underground Wall〉                                                |                            | 1:52      |
| 6. | 〈7 O'Clock News/Silent Night〉                                                   | 요제프 모어, 프란츠 그루버 | 2:01      |

## 인증
| 국가                       | 인증        | 판매량/출하량 |
| -------------------------- | ----------- | ------------- |
| 미국 (RIAA)                | 3× 플래티넘 | 3,000,000^    |
| ^출하량을 기반으로 한 인증 |             |               |